# Лезгинцев, Михаил Михайлович
Михаил Михайлович Лезгинцев — (1931 — 01.12.1977) — контр-адмирал, военный моряк-подводник (генерал-майор, 1977 г.).

## Биография
Родился в 1931 году в Ленинграде. Отец — Михаил Васильевич Лезгинцев, российский революционер и советский политический и государственный деятель.
Окончил Балтийское высшее военно-морское училище и военно-морскую академию ордена Ленина.
С июля 1949-го по ноябрь 1953 года проходил службу в первом Балтийском высшем военно-морском училище. С ноября 1953 года по декабрь 1959 года — на командных должностях на подводных лодках («М-287», «С-145», «С-390», «С-391») 40 -дивизии ПЛ Тихоокеанского флота. С декабря 1959 года по июль 1960 года — слушатель командного подводного факультета Высших специальных офицерских курсов Военно-Морского Флота.
С июля 1960 года по июнь 1975 года — на командных должностях в частях Тихоокеанского и Черноморского флотов. В 1970 году окончил Военно-Морскую ордена Ленина академию. Последняя должность — уполномоченный Черноморской группы Госприемки кораблей Военно-Морского флота.
Вскоре после присвоения звания контр-адмирала, погиб 1 декабря 1977 г. на центральном посту при испытании новой субмарины в возрасте 46 лет «при выполнении государственного задания оборонного значения». Похоронен в Севастополе.